# Mount Redoubt
De Mount Redoubt is een stratovulkaan in het Lake Clark National Park and Preserve, Kenai Peninsula Borough, Alaska, Verenigde Staten.
In de 20ste eeuw noteerde men driemaal een eruptie: in 1902, 1966 en 1989-1990. De uitbarsting van 1989 stuwde asdeeltjes tot een hoogte van 14 kilometer. Deze aspluim raakte KLM-vlucht 867, een Boeing 747, waardoor alle vier de motoren uitvielen en verscheidene systemen uitvielen.  De piloten wisten het toestel veilig aan de grond te zetten in Anchorage.
In maart 2009 was de vulkaan opnieuw actief. De USGS berichtte dat de eerste wolk asdeeltjes zeker zes kilometer hoog was.